# Tinatin Lekveishvili
Tinatin Tina Lek'veishvili (en georgiano: თინათინ ლეკვეიშვილი, en ruso: Тинатин Леквеишвили) (Tiflis, Georgia 2 de enero de 1954) es una nadadora retirada, que representó a la Unión Soviética, especializada en pruebas de estilo espalda. Fue campeona de Europa en la prueba de 100 metros espalda durante el Campeonato Europeo de Natación de 1970.
Participó en los Juegos Olímpicos de México 1968 y Múnich 1972 con la selección de la Unión Soviética.

## Palmarés internacional
| Campeonato Europeo de Natación | Campeonato Europeo de Natación | Campeonato Europeo de Natación | Campeonato Europeo de Natación |
| Año                            | Lugar                          | Medalla                        | Prueba                         |
| ------------------------------ | ------------------------------ | ------------------------------ | ------------------------------ |
| 1970                           | Barcelona ( España)            | Medalla de oro                 | 100 m espalda                  |
| 1970                           | Barcelona ( España)            | Medalla de bronce              | 200 m espalda                  |
| 1970                           | Barcelona ( España)            | Medalla de plata               | 4 × 100 m estilos              |